# Françoise d’Eaubonne

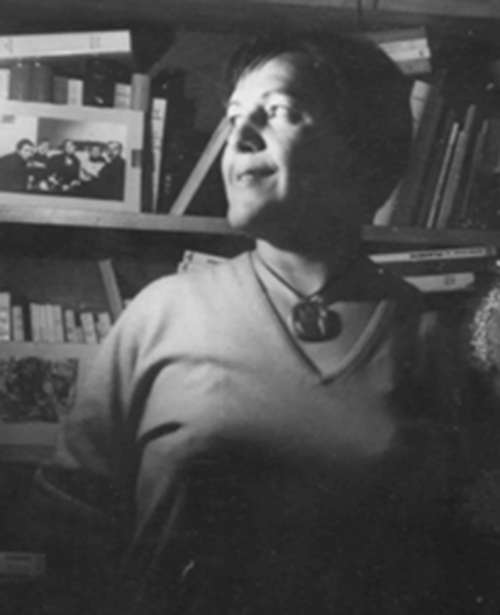
Françoise d'Eaubonne (1960)

Françoise d’Eaubonne  (* 12. März 1920 in Paris; † 3. August 2005 in Paris) war eine französische Autorin und Frauenrechtlerin.

## Leben
D’Eaubonne wurde 1920 in Paris geboren. Ihre Kindheit war von der Krankheit ihres Vaters geprägt, der an den Folgewirkungen einer Gasvergiftung als Soldat im Ersten Weltkrieg litt. Nach ihrer Schulzeit in Toulouse brach, als sie 16 Jahre alt war, der Spanische Bürgerkrieg aus. Diese Kindheits- und Jugenderfahrungen ließen einen kritischen Blick auf die Welt bei d’Eaubonne entstehen. In Paris entwickelte sich d’Eaubonne zur militanten radikalen Feministin. Sie trat zunächst der Partei der Kommunisten bei. 1971 gründete d’Eaubonne mit anderen ehemaligen Mitgliedern der Kommunisten die Organisation Front homosexuel d’action révolutionnaire (FHAR), eine homosexuelle Bürgerrechtsorganisation. In einem ihrer Bücher Le féminisme ou la mort von 1974 prägte sie den Begriff Ökofeminismus.  In ihrem Leben als Schriftstellerin und Frauenrechtlerin traf sie auf eine Reihe bedeutender Persönlichkeiten des 20. Jahrhunderts wie unter anderem Colette, Simone de Beauvoir, Jean-Paul Sartre und Jean Cocteau.
Entsprechend ihrem Motto Kein einziger Tag ohne eine Zeile ("Pas un jour sans une ligne") schrieb sie mehr als 50 verschiedene Werke.

## Werke (Auswahl)

### Romane
- 1944: Le cœur de Watteau
- 1947: Comme un vol de gerfauts, Prix des lecteurs
- 1957: Belle Humeur ou la Véridique Histoire de Mandrin
- 1959: J'irai cracher sur vos tombes
- 1959: Les Tricheurs
- 1963: Jusqu'à la gauche
- 1978: Les Bergères de l'Apocalypse
- 1979: On vous appelait terroristes
- 1982: Je ne suis pas née pour mourir
- 1986: Das Geheimnis des Mandelplaneten, Rowohlt
- 1987: Terrorist's blues
- 1995: Floralies du désert

### Biografien
- 1957: La vie passionnée d'Arthur Rimbaud
- 1959: La vie passionnée de Verlaine
- 1966: Une femme témoin de son siècle, Germaine de Staël
- 1967: La couronne de sable, vie d'Isabelle Eberhardt
- 1977: L'éventail de fer ou la vie de Qiu Jin
- 1979: Moi, Kristine, reine de Suède
- 1981: L'impératrice rouge : moi, Jiang King, veuve Mao
- 1983: L'Amazone Sombre : vie d'Antoinette Lix
- 1985: Louise Michel la Canaque
- 1986: Une femme nommée Castor
- 1990: Les scandaleuses

### Essays
- 1951: Le complexe de Diane, érotisme ou féminisme
- 1964: Y a-t-il encore des hommes?
- 1974: Le féminisme ou la mort (deutsche Übersetzung: Feminismus oder Tod, 1975, Verlag Frauenoffensive München)
- 1976: Les femmes avant le patriarcat
- 1978: Contre violence ou résistance à l’état
- 1978: Histoire de l’art et lutte des sexes
- 1978: Écologie, féminisme : révolution ou mutation ?
- 1982: S comme Sectes
- 1988: La femme russe
- 1997: Féminin et philosophie : une allergie historique
- 1997: La liseuse et la lyre
- 1999: Le sexocide des sorcières
- 2003: L’évangile de Véronique

## Zitat (Auswahl)
Aus dem Manifest von Françoise d’Eaubonne noch einige Abschnitte, die ein zwar extremes, aber der damaligen Stimmung des Aufbruchs und den damaligen Intentionen nicht nur der Frauen, sondern vieler schwulen Aktivisten sehr genau entsprechendes Bild wiedergeben:
«Die männlichen Homosexuellen sind viel weniger die natürlichen Feinde der Frauen als die Heteros, die so oft und leicht zu Hetero-Polizisten werden. Eine Frau unserer Zeit, in welchem Land, Klasse und Kultur sie auch lebt, ‹verdankt› deshalb den grössten Teil des Unglücks, der Misserfolge, der Demütigung und der Ohnmacht, die sie bedrängen, der Gegenwart und dem Zusammenstoss mit den Heterosexuellen, handle es sich nun dabei um den Vater, den Mann oder den Liebhaber. […] Die scheinbare Toleranz, die der homosexuellen Frau entgegengebracht wird, ist nur der Ausdruck der gesellschaftlichen Verachtung. Für die Welt, wie einst für Königin Victoria, gibt es keine weibliche Homosexualität, höchstens eine etwas schlüpfrige Homophilie. […] Ich glaube, dass diese Gruppen die Leitung der revolutionären Bewegung haben sollten: […] Die Gruppen der Frauen und der homosexuellen Männer. […] Die Sexualität, die beiseite gestellt und zum Problemfall verstümmelt in die kleinbürgerliche Schlafstube gedrängt wurde, rächt sich, wie sie es schon mit den Kirchen und allen, die sie verneinten, getan hat: sie höhlt sie von Innen aus. […] Das Einstehen für die Empfängnisverhütung und die Abtreibung wie die Verteidigung der männlichen erotischen Minderheit ist keine Behinderung einer von Zwängen befreiten Forschung noch des sozialen wie politischen Aufstiegs der Frau. Im Gegenteil, diese parallel laufenden Bestrebungen und Kämpfe werden sich im gemeinsamen Ziel vereinen: Der Zerstörung der patriarchalischen Familie als Grundstein unserer Gesellschaft und deren Ersatz durch eine Gegeneinrichtung, die dem Kampf der Geschlechter, der Unterdrückung der Frauen und Homosexuellen […] ein Ende setzt. Ist es da nötig, zu unterstreichen, dass zu diesem Zeitpunkt Kapital und Bürgertum nur noch Erinnerungen sein werden?»